# Кіот

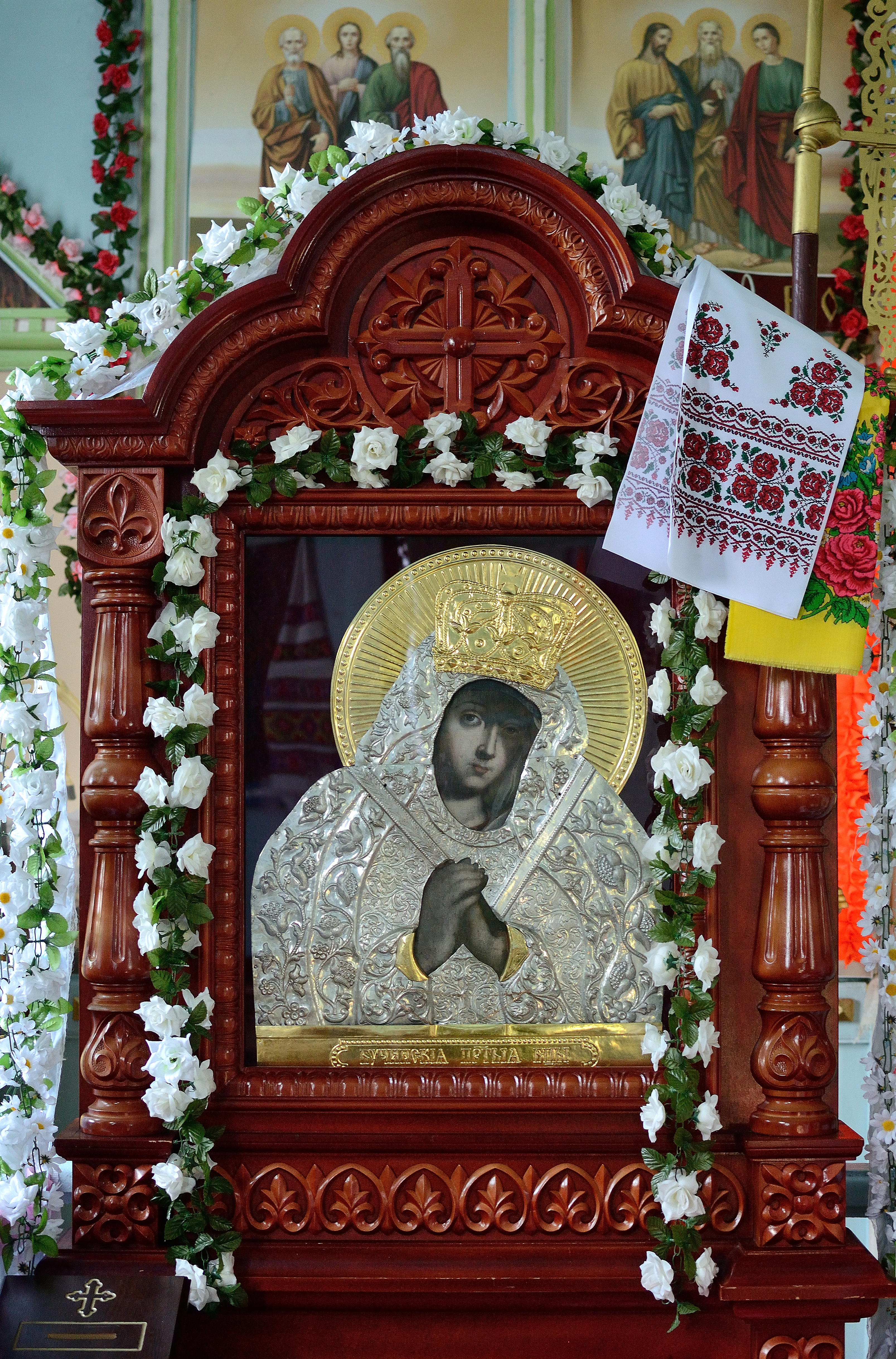
Бучинська Ікона Божої Матері в кивоті

Киво́т, кіо́т (грец. κῑβωτός — «ящик», «ковчег») — невеликий засклений ящичок чи спеціально засклена шафка для розміщення ікон та інших предметів релігійного культу. Окрім того, кивотом чи кіотом можуть називати і дарохранильницю.
Кивот — особливе оформлення ікони, яке дозволяє вибудувати навколо ікони свій мікроклімат, що пом'якшує коливання температури та вологості повітря. Крім того, кіоти для ікон покликані захистити вміщену в них ікону від фізичних впливів, а так само від пилу й бруду.
В архітектурі кіот, кіотець — невелика прикрашена ніша на зовнішній стіні будівлі, призначена переважно для розміщення ікон, яка часто накривалася двосхилим дашком, навісом.

## Галерея

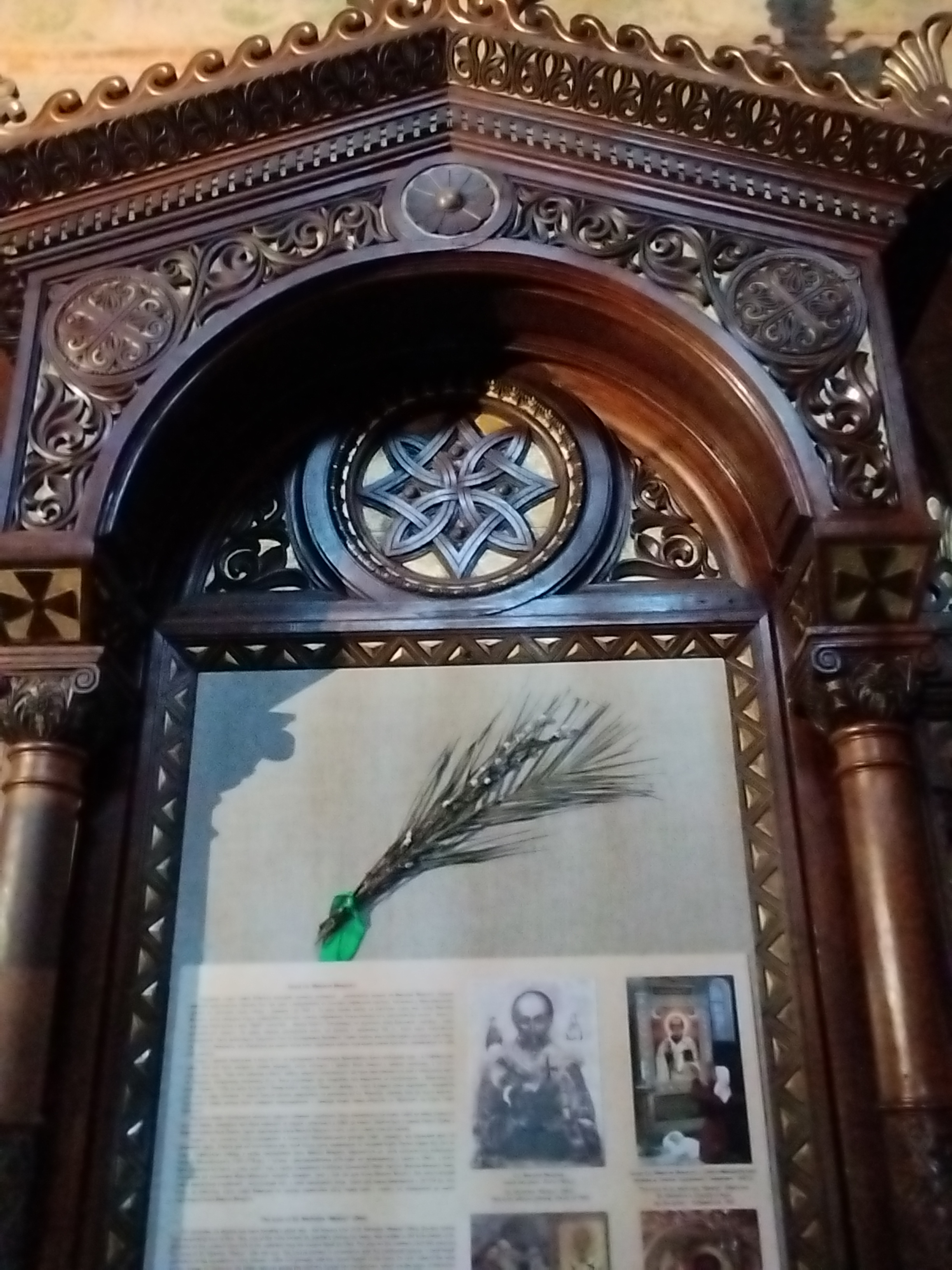
Елемент кіота Софіївського собору, Київ
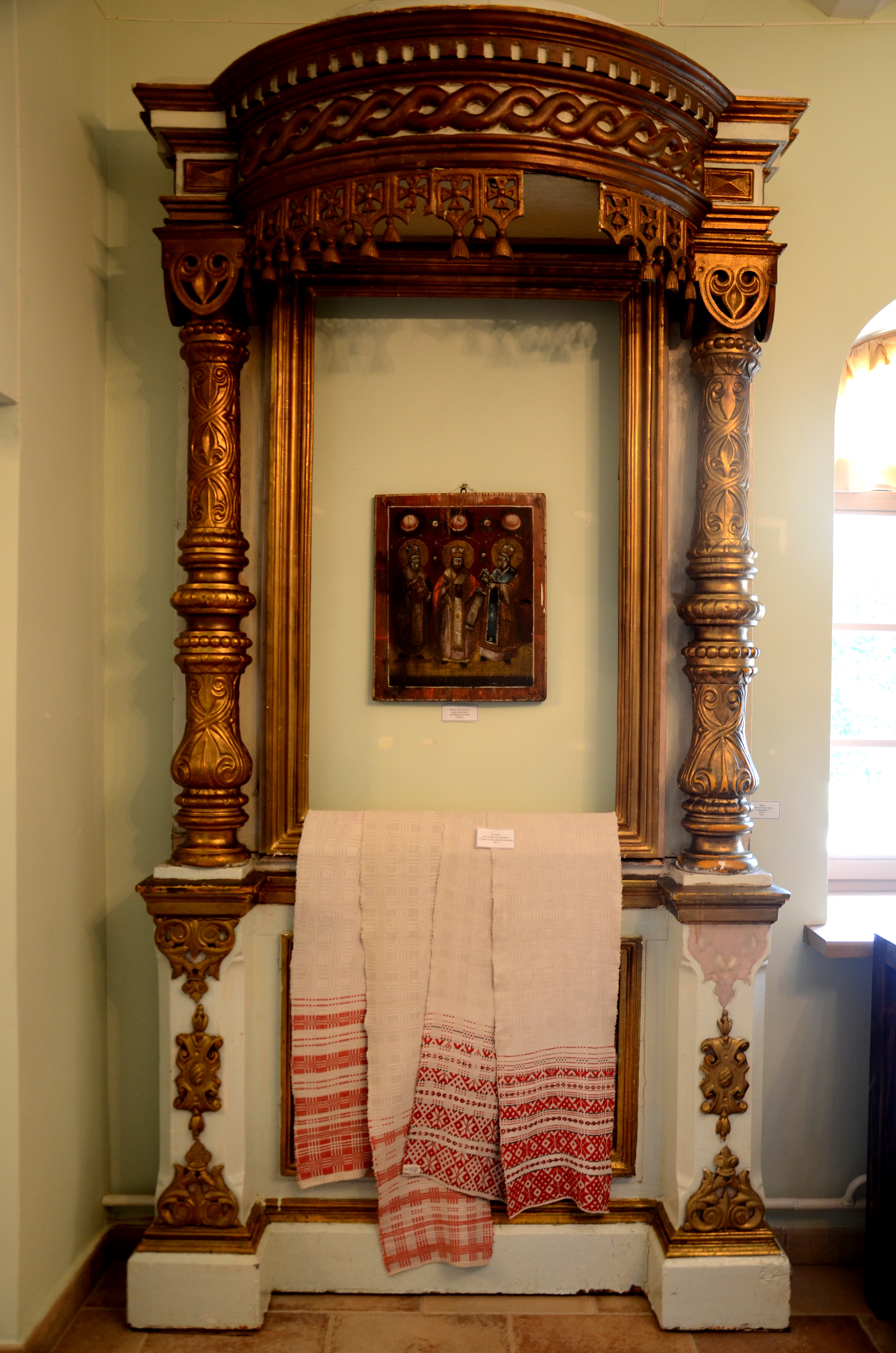
Кіот в Музеї колишнього єзуїтського монастиря в Орші